# 林登魏爾湖 (比伯拉赫縣)
48°01′09″N 9°45′27″E / 48.01915°N 9.75753°E
林登魏爾湖（德語：Lindenweiher），是德國的湖泊，位於該國西南部，由巴登-符騰堡州負責管轄，處於比伯拉赫縣，面積0.04平方公里，海拔高度549米，平均水深0.9米，最大水深2.1米，水體容量3.3萬立方米。